# Mykola Chwylowyj

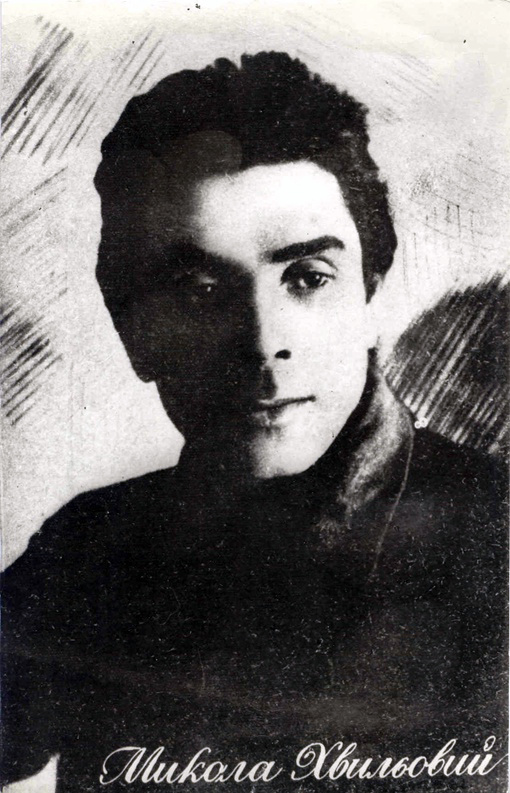
Mykola Chwylowyj

Mykola Chwylowyj (ukrainisch Микола Хвильовий; * 1. Dezemberjul. / 13. Dezember 1893greg. in Trostjanez, Gouvernement Charkow, Russisches Kaiserreich; † 13. Mai 1933 in Charkiw, Ukrainische SSR) war ein ukrainischer Schriftsteller und Publizist der „hingerichteten Wiedergeburt“.

## Leben

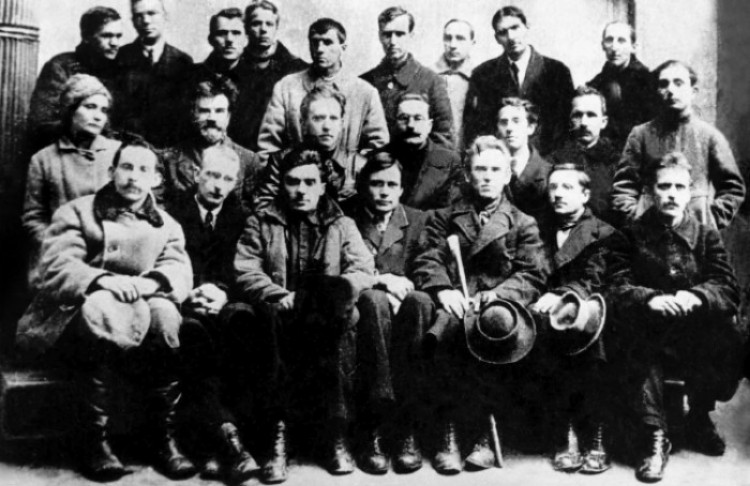
Charkiwer und Kiewer Künstler, 1923. Von links nach rechts. Erste Reihe: Maksym Rylskyj, Jurij Meschenko, Mykola Chwylowyj, Majk Johansen, Juchym Mychajliw, Mychajlo Werykiwskyj, Pylyp Kosyzkyj. Zweite Reihe: Natalja Romanowytsch, Mychajlo Mohyljanskyj, Wassyl Ellan-Blakytnyj, Serhij Pylypenko, Pawlo Tytschyna, Pawlo Fylypowytsch. Dritte Reihe: Dmytro Sahul, Mykola Serow, Mychajlo Draj-Chmara, Hryhorij Kossynka, Wolodymyr Sosjura, Teodosij Osmatschka, Wolodymyr Korjak, Mychajlo Iwtschenko

Mykola Chwylowyj kam als Mykola Hryhorowytsch Fitilow (ukrainisch Микола Григорович Фітільов) in Trostjanez, einer Kleinstadt in der heutigen ukrainischen Oblast Sumy zur Welt. Die höhere Schule besuchte er ab 1916 in Bohoduchiw, 1919 trat er der Kommunistischen Partei der Ukraine (Bolschewiki) bei und 1921 zog er nach Charkiw, wo er seine erste Gedichtsammlung veröffentlichte. Dort wurde er auch Mitbegründer und Leiter der literarischen Gruppe WAPLITE. Seine Streitschriften provozierten von 1925 bis 1928 die bekannte „literarische Diskussion“ in der Ukraine. Zwischen Dezember 1927 und März 1928 lebte er in Berlin und Wien, und nach einigen Quellen auch in Paris. 1928 gründete er in Charkiw die Zeitschrift Literaturnyj Jarmarok.
Im Frühjahr 1933 besuchte der Schriftsteller zusammen mit Arkadіj Ljubtschenko die Region Poltawa, wo er die Katastrophe des Holodomor mit eigenen Augen sah. Am 13. Mai 1933 beging er in Charkiw im Slowo-Gebäude Selbstmord. Mit seinem Suizid wollte Chwylowyj seinen Tod als Protest gegen Stalins Repressionskampagne gegen die ukrainische Schriftstellergeneration, zu der er gehörte, deklarieren.